# Refugio Florentino Ameghino
El refugio Florentino Ameghino es un refugio antártico de Argentina ubicado en el cabo Longing, península Trinidad, en el extremo norte de la península Antártica. Administrado por el Ejército Argentino, se inauguró el 10 de octubre de 1960. En su instalación participaron perros polares argentinos.
Es uno de los 18 refugios que se hallan bajo responsabilidad de la base Esperanza, que se encarga de las tareas de mantenimiento y cuidado. La Dirección Nacional del Antártico reporta que el refugio se encuentra inhabilitado.
Su nombre homenajea a Florentino Ameghino (1854-1911), científico, naturalista, climatólogo, paleontólogo, zoólogo, geólogo y antropólogo argentino.
A comienzos de la década de 1960 consistía de una construcción de madera de 2,2 m x 2 m x 2 m.